# College Park Skyhawks
O College Park Skyhawks é um time norte-americano de basquete profissional do G-League e um afiliado do Atlanta Hawks da National Basketball Association. A equipe está sediada em College Park, Geórgia e joga seus jogos em casa no Gateway Center Arena depois que a franquia jogou suas duas primeiras temporadas em Erie, Pensilvânia, na Erie Insurance Arena como Erie BayHawks. A equipe se tornou a décima sexta equipe da D-League a ser de propriedade de uma equipe da NBA.

## História
Em 10 de novembro de 2016, o Atlanta Hawks anunciou que havia comprado um novo time na D-League para jogar em uma nova arena nas proximidades de College Park a partir da temporada de 2019-20. Em dezembro de 2016, o Orlando Magic comprou a franquia original BayHawks com a intenção de transferi-la para a Flórida para a temporada de 2017-18, tornando-se o Lakeland Magic. Em fevereiro de 2017, os proprietários originais do BayHawks negociaram com o Atlanta Hawks para ativar sua franquia mais cedo e jogar como BayHawks até que a nova arena em College Park seja concluída.
Os Hawks anunciaram em 21 de fevereiro de 2019 que o seu afiliado da G-League seria conhecida como College Park Skyhawks quando a equipe se mudou para a Geórgia para a temporada de 2019-20. Em 10 de maio de 2019, os Hawks anunciaram que o rapper e nativo de College Park, 2 Chainz, se juntaria ao grupo de proprietários dos Skyhawks.

## Temporadas
| Temporadas                   | Temporada regular            | Temporada regular       | Temporada regular       | Temporada regular       | Pós-Temporada                                 |
| Temporadas                   | Classificação                | V                       | D                       | %                       | Pós-Temporada                                 |
| Erie BayHawks                | Erie BayHawks                | Erie BayHawks           | Erie BayHawks           | Erie BayHawks           | Erie BayHawks                                 |
| ---------------------------- | ---------------------------- | ----------------------- | ----------------------- | ----------------------- | --------------------------------------------- |
| 2017–18                      | 1st                          | 28                      | 22                      | .560                    | Perdeu nas Finais de Conferência              |
| 2018–19                      | 4th                          | 24                      | 26                      | .480                    |                                               |
| College Park Skyhawks        |                              |                         |                         |                         |                                               |
| 2019–20                      | 3rd                          | 20                      | 23                      | .465                    | Temporada cancelada pela pandemia de COVID-19 |
| 2020–21                      | Desativado da temporada      | Desativado da temporada | Desativado da temporada | Desativado da temporada | Desativado da temporada                       |
| 2021–22                      | 3rd                          | 20                      | 13                      | .606                    | Perdeu nas Quartas de Finais de Conferência   |
| Recorde da temporada regular | Recorde da temporada regular | 92                      | 84                      | .523                    |                                               |
| Recorde dos playoffs         | Recorde dos playoffs         | 2                       | 2                       | .500                    |                                               |

## Treinadores principais
| # | Treinadores    | Temporadas   | Temporada regular | Temporada regular | Temporada regular | Temporada regular | Playoffs | Playoffs | Playoffs | Playoffs | Conquistas |
| # | Treinadores    | Temporadas   | J                 | V                 | D                 | %                 | J        | V        | D        | %        | Conquistas |
| - | -------------- | ------------ | ----------------- | ----------------- | ----------------- | ----------------- | -------- | -------- | -------- | -------- | ---------- |
| 1 | Josh Longstaff | 2017–2018    | 50                | 28                | 22                | .560              | 3        | 2        | 1        | .667     |            |
| 2 | Noel Gillespie | 2018–2021    | 93                | 44                | 49                | .473              | —        | —        | —        | —        |            |
| 3 | Steve Gansey   | 2021–present | 33                | 20                | 13                | .606              | 1        | 0        | 1        | .000     |            |

## Afiliados da NBA

### Erie Bay Hawks (2017–19)
- Atlanta Hawks (2017–2019)

### Skyhawks do College Park
- Atlanta Hawks (2019-Presente)